# Нижнекундрюченская
Нижнекундрю́ченская — станица в Усть-Донецком районе Ростовской области.
Является административным центром Нижнекундрюченского сельского поселения.

## География
Станица Нижнекундрюченская расположена на устье реки Кундрючья.

### Улицы
| - ул. Базарная, - ул. Братская, - ул. Дальняя, - ул. Заречная, - ул. Интернациональная, - ул. Колодезная, - ул. Колхозная, | - ул. Кооперативная, - ул. Крупской, - ул. Лесная, - ул. Молодёжная, - ул. Набережная, - ул. Нечаевская, - ул. Новая, | - ул. Парковая, - ул. Песчаная, - ул. Почтовая, - ул. Прогонная, - ул. Пролетарская, - ул. Речная, - ул. Садовая, | - ул. Советская, - ул. Степная, - ул. Центральная, - ул. Школьная, - пер. Весёлый, - пер. Восточный, - пер. Криничный, | - пер. Луговой, - пер. Мирный, - пер. Ольховый, - пер. Первомайский, - пер. Тёплый, - пер. Фрунзе, - пер. Южный. |

## История
До 1655 года имела название — казачий городок Кундрючья. Позднее — казачья станица Нижне-Кундрюческая. Входила в состав Первого Донского округа области Войска Донского, упразднённого в 1920 году.

## Население
| 2010 |
| ---- |
| 1634 |

### Известные люди
В станице родились:
- Василий Тимофеевич Чумаков (1861—1937) — казак, русский военачальник, генерал-майор, участник похода в Китай 1900—1901 годов, Русско-японской войны, Первой мировой войны и Гражданской войны в России. Участник Белого движения на юге России.
- Иван Христофорович Чумаков — в 1789 году почётный мировой судья 1-го Донского округа и глава Дворянского собрания.
- Тимофей Христофорович Чумаков — подполковник, командовал 64-м Донским полком в 1781 году.

## Достопримечательности
- Храм Рождества Христова